# Phytoliriomyza frontalis
Phytoliriomyza frontalis este o specie de muște din genul Phytoliriomyza, familia Agromyzidae, descrisă de Spencer în anul 1982. Conform Catalogue of Life specia Phytoliriomyza frontalis nu are subspecii cunoscute.